# 丹尼·愛羅
小丹尼爾·路易·「丹尼」·愛羅（Daniel Louis "Danny" Aiello, Jr.，1933年6月20日—2019年12月12日）是美國的一位演員。他是一位義大利裔美國人，1989年以《為所應為》提名奧斯卡最佳男配角獎。
2019年12月12日病逝，享年86歲。

## 外部連結
- Danny Aiello在互联网电影资料库（IMDb）上的資料（英文）
- 互聯網百老匯資料庫（IBDB）上丹尼·愛羅的資料（英文）
- 在AllMovie上丹尼·愛羅的頁面（英文）
- 官方网站